# Jakkasandra, Kanakapura
Jakkasandra là một làng thuộc tehsil Kanakapura, huyện Ramanagara, bang Karnataka, Ấn Độ.